# Balatonföldvári kistérség
A Balatonföldvári kistérség egy kistérség volt Somogy megyében, központja Balatonföldvár volt. 2014-ben az összes többi kistérséghez hasonlóan megszűnt.
A kistérség 13 településének egyedi értékeinek és területfejlesztésének motorjaként 2004. június 30-án megalakult a Balatonföldvári Többcélú Kistérségi Társulás, mely célul tűzte ki a térségben élő lakosság életszínvonalának emelését, a gazdasági fejlődés előmozdítását, a turisztikai vonzerő növelését és a minőségi közszolgáltatások igénybevételének lehetőségét, mind az állandó lakosság, mind az ide látogató hazai és külföldi turisták számára. 

## Települései
Balatonföldvár, Balatonszárszó, Balatonszemes, Balatonőszöd, Bálványos, Kereki, Kőröshegy, Kötcse, Nagycsepely, Pusztaszemes, Szántód, Szólád, Teleki. Területe 255 m2
| Balatonföldvár | Balatonőszöd | Balatonszárszó | Balatonszemes | Bálványos    |
| Kereki         | Kőröshegy    | Kötcse         | Nagycsepely   | Pusztaszemes |
| Szántód        | Szólád       | Teleki         |               |              |